# Loriculus flosculus
Loriculus flosculus là một loài chim trong họ Psittacidae.